# Charlie McCreevy
Charles (Charlie) McCreevy (Sallins, 30 september 1949) is een Iers politicus. Hij was van 2004 tot 2010 Europees commissaris belast met de portefeuille Interne markt.

## Vroege (politieke) carrière
McCreevy studeerde aan het University College Dublin en is van huis uit registeraccountant. In 1977 werd McCreevy namens Fianna Fáil verkozen in het Ierse parlement.

## Deelname aan Ierse kabinetten
In 1992 werd hij minister van Sociale Zaken in het kabinet van Albert Reynolds en in 1993 minister van Handel en Toerisme. Na de val van dit kabinet kwam Fianna Fáil in de oppositie terecht en werd McCreevy voor zijn fractie woordvoerder voor Financiën onder de nieuwe fractievoorzitter Bertie Ahern.
Ahern werd na de algemene verkiezingen van 1997 premier en McCreevy werd benoemd tot minister van Financiën. Tijdens zijn ambtstermijn op Financiën trad Ierland toe tot de Economische en Monetaire Unie en verruilde het land het Ierse pond voor de euro.

## Europees Commissaris
In 2004 werd McCreevy benoemd tot Europees Commissaris voor de Interne markt in de commissie-Barroso I. Hij volgde daarmee David Byrne op als Iers Europees commissaris, terwijl hij de portefeuille Interne markt overnam van de Nederlander Frits Bolkestein.
Het invoeren van de door Bolkestein opgestelde EU-Dienstenrichtlijn stuitte op veel verzet van onder meer Frankrijk, Duitsland en Italië, grote EU-landen met relatief hoge werkloosheid. Uiteindelijk is de richtlijn in 2006 in aangepaste vorm aangenomen door het Europees parlement.
Bij het aantreden van de commissie-Barroso II in 2010 werd McCreevy als Europees commissaris voor de Interne Markt opgevolgd door de Fransman Michel Barnier.